# آی توی: بازی
«آی توی: بازی» (انگلیسی: EyeToy: Play) یک بازی ویدئویی در سبک party video game است که توسط سونی اینتراکتیو انترتینمنت و در سال ۲۰۰۳ و در پلت‌فرم پلی‌استیشن ۲ منتشر شده‌است.